# Anthurium rzedowskii
Anthurium rzedowskii är en kallaväxtart som beskrevs av Thomas Bernard Croat. Anthurium rzedowskii ingår i släktet Anthurium och familjen kallaväxter. Inga underarter finns listade.